# Turniej o Srebrny Kask 2021
Turniej o Srebrny Kask 2021 – zawody żużlowe, organizowane przez Polski Związek Motorowy dla zawodników do 21. roku życia.

## Finał
- Bydgoszcz, 20 maja 2021
- Sędzia: Remigiusz Substyk

| Msc. | Zawodnik                   | Klub         | Pkt |             |  |
| ---- | -------------------------- | ------------ | --- | ----------- |  |
| 1    | Jakub Miśkowiak            | Częstochowa  | 14  | (2,3,3,3,3) |  |
| 2    | Mateusz Świdnicki          | Częstochowa  | 13  | (3,3,3,1,3) |  |
| 3    | Wiktor Jasiński            | Gorzów Wlkp. | 12  | (1,2,3,3,3) |  |
| 4    | Wiktor Lampart             | Lublin       | 10  | (3,3,w,2,2) |  |
| 5    | Mateusz Cierniak           | Lublin       | 8   | (0,3,2,3,w) |  |
| 6    | Mateusz Bartkowiak         | Grudziądz    | 8   | (3,2,1,0,2) |  |
| 7    | rez. Krzysztof Lewandowski | Toruń        | 9   | (–,0,3,2,2) |  |
| 8    | Wiktor Przyjemski          | Bydgoszcz    | 7   | (1,1,3,2,–) |  |
| 9    | Karol Żupiński             | Toruń        | 7   | (1,0,1,2,3) |  |
| 10   | Fabian Ragus               | Zielona Góra | 7   | (3,1,1,1,1) |  |
| 11   | Bartłomiej Kowalski        | Częstochowa  | 7   | (2,2,2,1,w) |  |
| 12   | Kacper Pludra              | Leszno       | 6   | (2,1,2,d,1) |  |
| 13   | Damian Ratajczak           | Leszno       | 6   | (2,1,1,1,1) |  |
| 14   | Sebastian Szostak          | Ostrów Wlkp. | 4   | (0,0,2,2,0) |  |
| 15   | Michał Curzytek            | Wrocław      | 3   | (1,2,0,–,–) |  |
| 16   | Denis Zieliński            | Grudziądz    | 2   | (0,0,0,1,1) |  |
| 17   | rez. Dawid Rempała         | Tarnów       | 0   | (0,0,0)     |  |
| 18   | Krzysztof Sadurski         | Leszno       | 0   | (w,–,–,–,–) |  |

Bieg po biegu:
1. Bartkowiak, Pludra, Przyjemski, Sadurski (u/w)
2. Świdnicki, Miśkowiak, Jasiński, Szostak
3. Ragus, Ratajczak, Curzytek, Cierniak
4. Lampart, Kowalski, Żupiński, Zieliński
5. Lampart, Jasiński, Ratajczak, Lewandowski,
6. Miśkowiak, Bartkowiak, Ragus Zieliński
7. Cierniak, Kowalski, Pludra, Szostak,
8. Świdnicki, Curzytek, Przyjemski, Żupiński
9. Miśkowiak, Cierniak, Żupiński, Rempała
10. Jasiński, Kowalski, Bartkowiak, Curzytek
11. Świdnicki, Pludra, Ratajczak, Zieliński
12. Przyjemski, Ragus, Szostak, Lampart (u/w)
13. Lewandowski, Szostak, Zieliński, Rempała
14. Cierniak, Lampart, Świdnicki, Bartkowiak
15. Jasiński, Żupiński, Ragus, Pludra (d)
16. Miśkowiak. Przyjemski, Kowalski, Ratajczak
17. Świdnicki, Lewandowski, Ragus, Kowalski (d)
18. Żupiński, Bartkowiak, Ratajczak, Szostak
19. Miśkowiak, Lampart, Pludra, Rempała
20. Jasiński, Lewandowski, Zieliński, Cierniak (w), Przyjemski (u/–)